# Megalotragus
Megalotragus es un género extinto de bóvidos pertenecientes a la subfamilia Alcelaphinae que existió desde el Plioceno hasta el Pleistoceno en África. Se asemejaba al actual búbalo común (Alcelaphus buselaphus), pero tenía mayor longitud corporal alcanzando una altura hasta los hombros de 1,4 m. El género Megalotragus desapareció a finales del Pleistoceno.

## Descripción
El cráneo de Megalotragus es similar al del búbalo: se caracterizaba por su extremo alargamiento, y la fusión y posición posterior de los pedículos de los cuernos. Sin embargo, sus proporciones y su esqueleto postcraneal recuerdan mucho más al del ñu: por ejemplo, el axis de Megalotragus es robusto y compacto, lo cual sugiere que tenía un cuello robusto y musculoso que se mantenía posiblemente en una postura horizontal, como ocurre en el ñú negro.
La región nasal de Megalotragus se encuentra abultada y formaba una estructura en forma de domo. En esto se asemejaba a su pariente Rusingoryx (que alguna vez fue incluido en Megalotragus) pero no en el mismo extremo. La especie tipo que es M. kattwinkeli tenía cuernos curvados y relativamente cortos. M. isaaci poseía cuernos más largos, mientras que M. priscus poseía los de mayor longitud y con una curvatura comparable a la de Pelorovis.